# The Ultimate Fighter
The Ultimate Fighter is een Amerikaanse realityserie en MMA-competitie die geproduceerd wordt door de Ultimate Fighting Championship (UFC). De serie is veertien seizoenen lang uitgezonden op Spike TV en daarna op FX en FOX. In de show nemen professionele MMA-vechters het tegen elkaar op in een toernooi. Tot en met de halve finales leven zij gezamenlijk in een villa in Las Vegas en mogen ze geen contact hebben met de buitenwereld, ook niet met hun familie. Televisie, radio, computer en telefoon zijn niet toegestaan. Zowel hun trainingen en gevechten als het leven in het huis worden op camera vastgelegd.
De tweede finale van seizoen één, Forrest Griffin tegen Stephan Bonnar, trok miljoenen kijkers en zorgde ervoor dat de sport MMA sterk groeide in populariteit. Volgens UFC-voorzitter Dana White was dit het belangrijkste gevecht ooit in de UFC.

## Geschiedenis
The Ultimate Fighter (TUF) begon als een experimenteel project dat werd gefinancierd door Lorenzo en Frank Fertitta III, de voormalig eigenaren van de UFC. In die periode ging het niet goed met het bedrijf en de sport. Deze show was een poging om meer publiek te trekken. De serie werd uitgezonden op Spike TV.
In de vroege dagen van Spike TV had de zender een relatief klein budget voor sportprogrammering. Oprichter Albie Hecht zocht daarom naar sporten waarvan de licentiekosten laag zouden zijn en kwam uit op UFC en K-1. Een bespreking met de K-1-organisatie ging niet goed en men besloot te gaan samenwerken met de UFC. TUF werd uitgezonden na WWE Raw, een populair worstelprogramma in samenwerking met de WWE. De eerste aflevering van TUF hield 57% van de kijkers van WWE Raw vast wat, een verdubbeling was van het normale aantal kijkers.
De finale van seizoen één, op 9 april 2005, werd live uitgezonden op Spike. In de finale in het middengewicht moest Kenny Florian al snel afkloppen naar aanleiding van een verwurging van winnaar Diego Sanchez. De finale in het lichtzwaargewicht duurde het volle kwartier en wordt gezien als het meest invloedrijke MMA-gevecht uit de geschiedenis. Griffin won via een unanieme jurybeslissing. Het gevecht zorgde ervoor dat Spike TV er brood in zag om nog een seizoen van TUF te gaan draaien.
Het vierde seizoen, genaamd "The Comeback", bestond uit vechters die allen al minstens eenmaal in de UFC hadden gevochten. Ook werd er geen teamcoach aangewezen. In het negende seizoen werd het land tegen land-format geïntroduceerd waarbij de Verenigde Staten en het Verenigd Koninkrijk het tegen elkaar opnamen. Hiermee probeerde de UFC een gat te slaan in de Europese markt. In seizoen tien deed internetfenomeen Kimbo Slice mee aan de competitie en dat zorgde voor een kijkcijferrecord. De aflevering waarin Slice verloor van veteraan Roy Nelson trok 6,1 miljoen kijkers en is daarmee een van de meest bekeken MMA-gevechten ooit.
Na seizoen veertien stopte de samenwerking tussen Spike en UFC. UFC ging samenwerken met Fox Sports en de uitzendingen gingen naar FX. In september 2013 verhuisde de show naar Fox Sports 1.
Op 25 maart 2012 werd een seizoen uitgezonden dat volledig was opgenomen in Brazilië. Het betrof enkel Braziliaanse vechters en trainers en was daarom Portugees gesproken. TUF keerde daarna jaarlijks terug in Brazilië. In 2013 werd er ook een seizoen opgenomen in China. De UFC is van plan om in de toekomst meerdere landen te gaan bezoeken om daar een TUF-seizoen op te nemen.
In 2013 deden er voor het eerst vrouwelijke kandidaten mee met TUF.

### Amerikaanse seizoenen
| #  | Seizoenstitel & Uitzendperiode                                                         | Coaches & Kleuren                                 | Gewichtsklasse                                 | Winnaar(s)                     | Runner up(s)                   |
| -- | -------------------------------------------------------------------------------------- | ------------------------------------------------- | ---------------------------------------------- | ------------------------------ | ------------------------------ |
| 1  | The Ultimate Fighter 1 17 januari 2005 – 9 april 2005                                  | Chuck Liddell Randy Couture                       | Middengewicht Lichtzwaargewicht                | Diego Sanchez Forrest Griffin  | Kenny Florian Stephan Bonnar   |
| 2  | The Ultimate Fighter 2 22 augustus 2005 – 5 november 2005                              | Matt Hughes Rich Franklin                         | Weltergewicht Zwaargewicht                     | Joe Stevenson Rashad Evans     | Luke Cummo Brad Imes           |
| 3  | The Ultimate Fighter 3 6 april 2006 – 24 juni 2006                                     | Tito Ortiz Ken Shamrock                           | Middengewicht Lichtzwaargewicht                | Kendall Grove Michael Bisping  | Ed Herman Josh Haynes          |
| 4  | The Ultimate Fighter 4: The Comeback 17 augustus 2006 – 11 november 2006               | Verschillende gasttrainers Team Mojo Team No Love | Weltergewicht Middengewicht                    | Matt Serra Travis Lutter       | Chris Lytle Patrick Côté       |
| 5  | The Ultimate Fighter 5 5 april 2007 – 23 juni 2007                                     | Jens Pulver B.J. Penn                             | Lichtgewicht                                   | Nate Diaz                      | Manny Gamburyan                |
| 6  | The Ultimate Fighter: Team Hughes vs. Team Serra 19 september 2007 – 8 december 2007   | Matt Hughes Matt Serra                            | Weltergewicht                                  | Mac Danzig                     | Tommy Speer                    |
| 7  | The Ultimate Fighter: Team Rampage vs. Team Forrest 2 april 2008 – 21 juni 2008        | Quinton Jackson Forrest Griffin                   | Middengewicht                                  | Amir Sadollah                  | C.B. Dollaway                  |
| 8  | The Ultimate Fighter: Team Nogueira vs. Team Mir 17 september 2008 – 13 december 2008  | Antônio Rodrigo Nogueira Frank Mir                | Lichtgewicht Lichtzwaargewicht                 | Efrain Escudero Ryan Bader     | Phillipe Nover Vinny Magalhães |
| 9  | The Ultimate Fighter: United States vs. United Kingdom 1 april 2009 – 20 juni 2009     | Dan Henderson Michael Bisping                     | Lichtgewicht Weltergewicht                     | Ross Pearson James Wilks       | Andre Winner DaMarques Johnson |
| 10 | The Ultimate Fighter: Heavyweights 16 september 2009 – 5 december 2009                 | Quinton Jackson Rashad Evans                      | Zwaargewicht                                   | Roy Nelson                     | Brendan Schaub                 |
| 11 | The Ultimate Fighter: Team Liddell vs. Team Ortiz 31 maart 2010 – 19 juni 2010         | Chuck Liddell Tito Ortiz/Rich Franklin [A]        | Middengewicht                                  | Court McGee                    | Kris McCray                    |
| 12 | The Ultimate Fighter: Team GSP vs. Team Koscheck 15 september 2010 – 4 december 2010   | Georges St-Pierre Josh Koscheck                   | Lichtgewicht                                   | Jonathan Brookins              | Michael Johnson                |
| 13 | The Ultimate Fighter: Team Lesnar vs. Team dos Santos 30 maart 2011 - 4 juni 2011      | Brock Lesnar Junior dos Santos                    | Weltergewicht                                  | Tony Ferguson                  | Ramsey Nijem                   |
| 14 | The Ultimate Fighter: Team Bisping vs. Team Miller 21 september 2011 - 3 december 2011 | Michael Bisping Jason Miller                      | Bantamgewicht Vedergewicht                     | John Dodson Diego Brandao      | T.J. Dillashaw Dennis Bermudez |
| 15 | The Ultimate Fighter: Live 9 maart 2012 - 1 juni 2012                                  | Dominick Cruz Urijah Faber                        | Lichtgewicht                                   | Michael Chiesa                 | Al Iaquinta                    |
| 16 | The Ultimate Fighter: Team Carwin vs. Team Nelson 14 september 2012 - 15 december 2012 | Shane Carwin Roy Nelson                           | Weltergewicht                                  | Colton Smith                   | Mike Ricci                     |
| 17 | The Ultimate Fighter Team Jones vs. Team Sonnen 22 januari 2013 - 13 april 2013        | Jon Jones Chael Sonnen                            | Middengewicht                                  | Kelvin Gastelum                | Uriah Hall                     |
| 18 | The Ultimate Fighter: Team Rousey vs. Team Tate 4 september 2013 - 30 november 2013    | Ronda Rousey Miesha Tate                          | Bantamgewicht (mannen) Bantamgewicht (vrouwen) | Chris Holdsworth Julianna Peña | Davey Grant Jessica Rakoczy    |
| 19 | The Ultimate Fighter 19: Team Penn vs. Team Edgar 16 april 2014 - 6 juli 2014          | B.J. Penn Frankie Edgar                           | Middengewicht Lichtzwaargewicht                | Eddie Gordon Corey Anderson    | Dhiego Lima Matt Van Buren     |
| 20 | The Ultimate Fighter: A Champion Will Be Crowned 10 september 2014 - 10 december 2014  | Anthony Pettis Gilbert Melendez                   | Strogewicht (vrouwen)                          | Carla Esparza                  | Rose Namajunas                 |

- A. Coach Tito Ortiz werd vanwege een blessure in de laatste aflevering vervangen door Rich Franklin.

### Internationale seizoenen
| Seizoenstitel & Uitzendperiode                                                        | Coaches & Kleuren                                    | Gewichtsklasse              | Winnaar(s)                          | Runner up(s)                           |
| ------------------------------------------------------------------------------------- | ---------------------------------------------------- | --------------------------- | ----------------------------------- | -------------------------------------- |
| The Ultimate Fighter: Brazil 25 maart 2012 - 23 juni 2012                             | Vitor Belfort Wanderlei Silva                        | Vedergewicht Middengewicht  | Rony Mariano Bezerra Cezar Ferreira | Godofredo Pepey Sergio Moraes [B]      |
| The Ultimate Fighter: The Smashes 19 september 2012 - 14 december 2012                | Ross Pearson George Sotiropoulos                     | Lichtgewicht Weltergewicht  | Norman Parke Robert Whittaker       | Colin Fletcher Brad Scott              |
| The Ultimate Fighter: Brazil 2 17 maart 2013 - 8 juni 2013                            | Antônio Rodrigo Nogueira Fabrício Werdum             | Weltergewicht               | Leonardo Santos [C]                 | William Macario                        |
| The Ultimate Fighter: China 7 december 2013 - 26 januari 2014                         | Tiequan Zhang Hailin Ao [D]                          | Vedergewicht Weltergewicht  | Ning Guangyou Zhang Lipeng          | Yang Jianping Wang Sai                 |
| The Ultimate Fighter Nations: Canada vs. Australia 15 januari 2014 - 19 februari 2014 | Patrick Côté Kyle Noke                               | Weltergewicht Middengewicht | Chad Laprise Elias Theodorou        | Olivier Aubin-Mercier Sheldon Westcott |
| The Ultimate Fighter: Brazil 3 9 maart 2014 - 25 mei 2014                             | Wanderlei Silva Chael Sonnen                         | Middengewicht Zwaargewicht  | Warlley Alves Antônio Carlos Jr.    | Márcio Alexandre Jr. Vitor Miranda     |
| The Ultimate Fighter: Latin America 20 augustus 2014 - 5 november 2014                | Cain Velasquez Fabrício Werdum                       | Bantamgewicht Vedergewicht  | Alejandro Pérez Yair Rodríguez      | José Alberto Quiñonez Leonardo Morales |
| The Ultimate Fighter: Brazil 4 April 2015                                             | Anderson Silva Maurício Rua Antônio Rodrigo Nogueira | Bantamgewicht Lichtgewicht  |                                     |                                        |

- B. Daniel Sarafian zou deelnemen aan de finale maar raakte geblesseerd en werd vervangen door Sergio Moraes.
- C. Santiago Ponzinibbio zou deelnemen aan de finale maar raakte geblesseerd en werd vervangen door Leonardo Santos.
- D. Hailin Ao verliet de show na aflevering vier om persoonlijke redenen. Zijn hulptrainers namen zijn taak over.